# Runcinia plana
Runcinia plana är en spindelart som beskrevs av Simon 1895. Runcinia plana ingår i släktet Runcinia och familjen krabbspindlar.
Artens utbredningsområde är Paraguay. Inga underarter finns listade i Catalogue of Life.